# Glorianne Perrier
Glorianne Perrier (Lewiston, Maine, 21 de março de 1929) é uma ex-canoísta de velocidade norte-americana na modalidade de canoagem.

## Carreira
Foi vencedora da medalha de Prata em K-2 500 m em Tóquio 1964 junto com a sua colega de equipa Francine Fox.